# Metylopentynol
Metylopentynol – organiczny związek chemiczny, alkohol III-rzędowy o właściwościach anksjolitycznych i nasennych stosowany w premedykacji. Działanie występuje po około 20 minutach i utrzymuje się przez 2–3 godziny. Dostępny był w Polsce pod nazwą handlową Oblivon, obecnie wycofany z lecznictwa.